# 蜂田虎身
蜂田虎身（はちだ の とらみ）は、飛鳥時代の人物。河内国（後の和泉国）大鳥郡（現在の大阪府堺市）の人。姓（カバネ）は首。奈良時代の僧行基の祖父にあたる。
行基の骨をおさめた瓶に刻まれた『大僧上舎利瓶記』によってのみ知られる人物である。それによれば、行基の母は蜂田古爾比売といい、蜂田虎身の長女であった。
行基は自らの生家を仏閣にして家原寺としたと伝えられる。母方の家と推測されるので、つまり同寺はもと虎身の家だったということになる。